# Wagelsried
Wagelsried ist ein Gemeindeteil von Alling im oberbayerischen Landkreis Fürstenfeldbruck.

## Geographie
Der Weiler Wagelsried liegt circa drei Kilometer nordwestlich von Alling und 2½ Kilometer südöstlich von Fürstenfeldbruck.

## Geschichte
Im Jahre 1306 wurde Wagelsried erstmals schriftlich erwähnt. Der Weiler bestand von Anfang an aus drei Höfen, die jeweils einen eigenen Grundherrn hatten: Das Landgericht Dachau, das Kloster Fürstenfeld und die Hoflacher Kirchenstiftung. Der älteste Hof dürfte der Agathenhof aus dem 13. Jahrhundert sein.
1818 kam Wagelsried bei der Gemeindebildung in Bayern zu Emmering. Wie schon in vorbereitenden Gesprächen seit 1976 mit den Gemeinderäten von Emmering und Alling angedacht, kam Wagelsried im Jahr 1978 bei der Gemeindereform zur Gemeinde Alling.

## Agathenhof

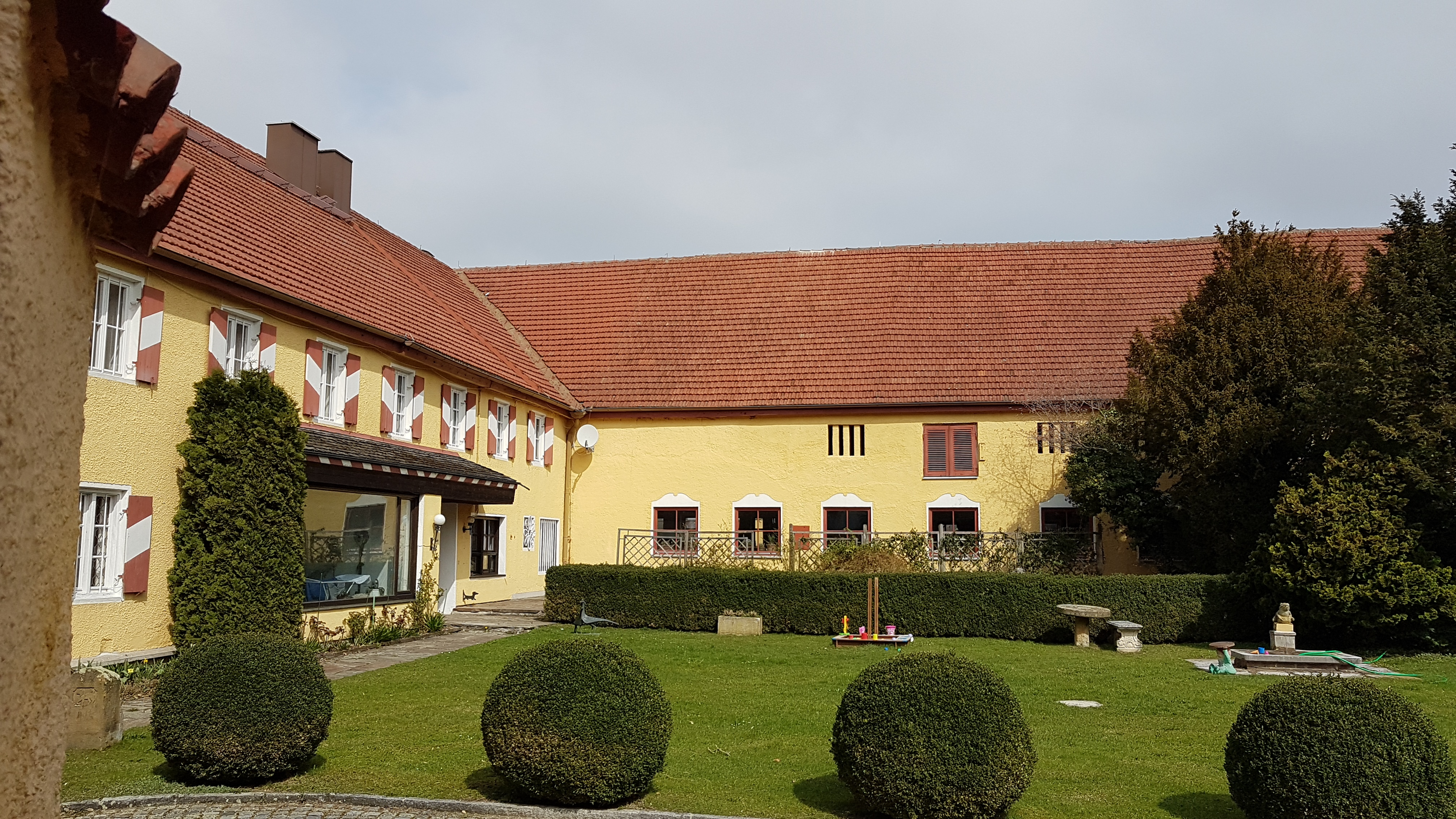
Agathenhof, Hofseite

Der eigentlich kleinste der drei Höfe, dessen frühere Bezeichnung Adambauer war, wurde nach dem Großbrand von 1885 zu einem noblen Landsitz umgebaut. In den 1910er Jahren bis vor dem Zweiten Weltkrieg gehörte es einem Major der ehemaligen Schutztruppe für Deutsch-Südwestafrika, der das Haus mit afrikanischen Souvenirs und Trophäen ausstattete. Im Laufe der Nachkriegszeit kam der Besitz in die Hände des Inhabers der Münchner Firma Samen-Schmitz, der es in ein Mustergut umwandelte und neue Wirtschaftsgebäude, sowie ein Obergärtnerhaus und Arbeiterwohnungen errichtete. Durch seine Heirat mit der Erbin des Schuhkonzerns Salamander wurde das Gut in Agathenhof umbenannt.

## Baudenkmäler

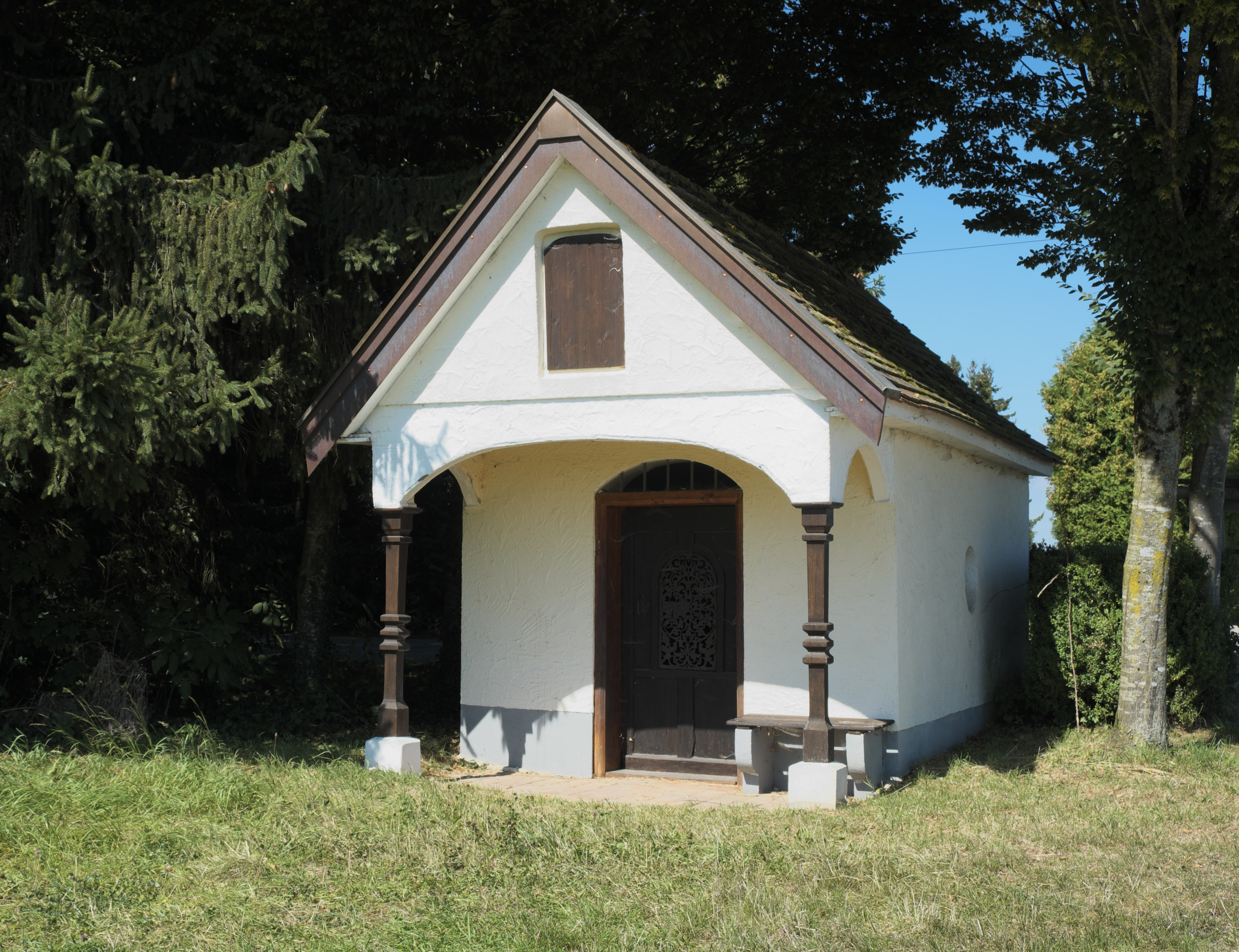
Kapelle St. Maria in Wagelsried

Siehe auch: Liste der Baudenkmäler in Wagelsried
- Kapelle St. Maria
- Hofkapelle St. Georg